# لغة طبيعية
اللغة الطبيعية هو مصطلح في علم اللسانيات يقصد بة اللغة البشرية التي يمكن للأطفال اكتسابها من أبائهم أو مربيهم بشكل عفوي دون تعليم أو إرشاد وأن يتعامل معها الناس كلغة أم ويطلق عليها حين إذ مصطلح «لغة حية». أما «اللغة ميتة» أو «اللغة المنقرضة» فهو مصطلح يشير إلى لغة طبيعية لا يوجد لها متكلمون كلغة أم إلا في الماضي.

## الاختلاف
اللغات الطبيعية تختلف عن اللغات الاصطناعية مثل اللغات الشكلية أو لغات البرمجة، أو عن الوسائل التواصلية الموجودة لدى الحيوانات من ناحية أخرى. وهناك أيضا «لغات ممنهجة» تم إبداعها بشكل اصطناعي تقليداً لللغات الطبيعية. من أشهر اللغات الممنهجة هي لغة إسبرانتو تم ابتداعها لتكون لغة دولية، أما اليوم فتعتبر لغة طبيعية إذ اكتسبها بعض الأطفال وبدؤوا يستخدمونها كلغة أم لهم.
أغلبية اللغات الطبيعية هي لغات صوتية، بمعنى أنها لغات يمكن لفظ كلماتها بصوت، ولكن توجد أيضا لغات إشارة وهي اللغات الطبيعية التي تـُعرض كلماتها عن طريق الإيماءات الجسدية والتي تطورت في مجتمعات فيها نسبة كبيرة من الصم.
جميع اللغات الطبيعية تحتوي على نحو يمكن للناطق تشكيل سلاسل من الإشارات اللغوية. ومن بين الإشارات اللغوية المتوفرة للناطق توجد إشارات ليس لها معنى معينة، بل تستخدم لوصل الوحدات اللغوية وللإشارة إلى طبيعة هذا الوصل (كلمات مثل «الذي»، «أنّ» وغيرها) وكذلك إشارات ورثت معناها من إشارات أخرى. مثلاً، في جملة «زرت فرنسا وهي بلاد جميلة» ترث كلمة «هي» معناها من كلمة «فرنسا».
حتى الآن لا يعلم العلماء عن جهاز تواصلي طبيعي يماثل اللغات الطبيعية ما عدا اللغات البشرية، لذلك تعتبر اللغة الطبيعية وإمكانية اكتسابها عفويا من أبرز مميزات البشر.